# Jan Coopmans
Jan Coopmans (24 mei 1957) is een Nederlandse schaatscoach uit Baarlo. Hij is hoofdcoach bij KNSB Talent Team Midden-Oost. Tussen 2019 en 2022 was hij bondscoach van de teamonderdelen en werden er in vier seizoenen twaalf wereldtitels behaald.

## Biografie
Coopmans begon in 1992 als stagiair bij de DESG, werd in 1995 trainer in Grefrath bij Eissportzentrum Grefrath, de ijsbaan in de Duitse deelstaat Noordrijn-Westfalen, en was tussen 1998 en 2018 als (assistent)coach van de Duitse schaatsploeg verantwoordelijk voor de selectie, training en coaching van de teamonderdelen ploegenachtervolging, massastart en teamsprint. Onder leiding van bondscoach Bart Schouten behaalde hij één keer brons met de Duitse ploegenachtervolgingsploeg op de WK afstanden van 2008 in Nagano.
Vanaf halverwege het schaatsseizoen 2018/2019 was hij voor deze teamonderdelen bondscoach van de KNSB tot aan de Olympische Winterspelen van 2022 in Peking. 

Op 3 december 2021 werd Coopmans tijdens een training in Salt Lake City van achteren aangereden door de Poolse schaatsster Natalia Czerwonka die de bocht uitkwam, onderuit gleed en op hoge snelheid heel ver doorschoof. Iedereen kon net opzij stappen, maar Coopmans stond er met zijn rug naartoe en raakte daardoor buiten bewustzijn. De week daarop in Calgary werd hij vervangen door Ben Jongejan.